# 常乐郡 (北魏)
常乐郡，中国南北朝时设置的郡。
北魏时改晋昌郡置，治所在冥安县（今甘肃省瓜州县东南锁阳城），属瓜州。辖境相今甘肃省瓜州县东南部。北周时改永兴郡。